# Victor de Tornaco

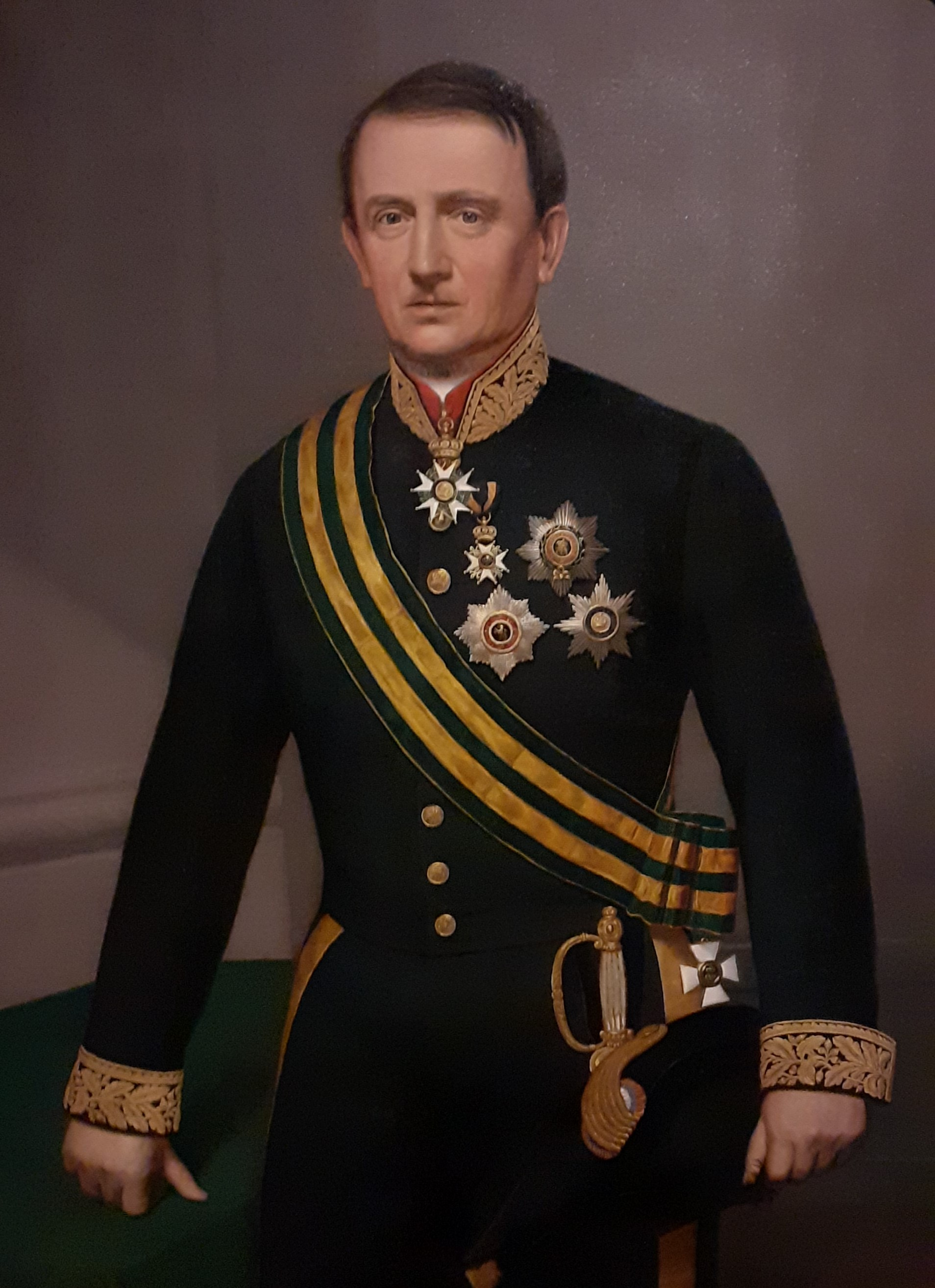
Victor de Tornaco, 1865

Baron Victor de Tornaco (* 7. Juli 1805 auf Schloss Sterpenich, Arlon; † 26. September 1875 auf Schloss Voort, Provinz Limburg) war ein luxemburgischer Politiker.

## Leben
Victor de Tornaco studierte in Paris an der École polytechnique. In den Jahren nach der Belgischen Revolution war er ein Anhänger des ersten Königs der Niederlande, Wilhelm I. Von 1841 bis 1848 war er Mitglied in der Assemblée des États, von 1848 bis 1856 Mitglied der Chamber und anschließend wieder in der wiedereingeführten Assemblée des États.
Am 26. September 1860 wurde Victor de Tornaco, nach dem Rücktritt von Charles-Mathias Simons, Staatsminister, Regierungspräsident und Generaldirektor (Minister) für Außenbeziehungen und zusätzlich bis 1864 für den öffentlichen Verkehr. Victor de Tornaco unterzeichnete am 11. Mai 1867 zusammen mit Emmanuel Servais den für Luxemburg bedeutenden zweiten Londoner Vertrag.
Siehe auch: Luxemburgkrise
Am 3. Dezember 1867 musste seine Regierung durch ein Misstrauensvotum zurücktreten. Der Grund waren die Vorwürfe der Opposition, die Regierung habe bei den Verhandlungen von London eine viel zu passive Haltung eingenommen. Seine Nachfolge trat Emmanuel Servais an.